# Stade Oukil-Ramdane
 (avril 2012).
Si vous disposez d'ouvrages ou d'articles de référence ou si vous connaissez des sites web de qualité traitant du thème abordé ici, merci de compléter l'article en donnant les références utiles à sa vérifiabilité et en les liant à la section « Notes et références ».
Le stade Oukil Ramdane (en kabyle : Annar Ukil Ṛemḍan) est le nom de l'ancien stade de la Jeunesse sportive de Kabylie qui l'utilisa de 1946 jusqu'en 1978, c'est-à-dire à l'inauguration du nouveau stade de Tizi Ouzou, le Stade du 1er novembre 1954.
Il s'agit du plus ancien stade de la ville, fondé en 1920 par le maire de la ville à cette époque, monsieur Arsène Weinmann et possède une capacité d'environ cinq mille spectateurs. À sa construction cette structure portait le nom simple de « stade municipal de Tizi-Ouzou » et hébergeait l'équipe de la ville l'Olympique de Tizi-Ouzou. La JS Kabylie quant à elle ne commença à utiliser ce stade qu'à partir de l'année 1946, c'est-à-dire juste après sa création. 
Cependant, afin de rendre hommage au maire de la ville qui initia le projet de construction de ce stade et en remerciement de tout ce que cet homme apporta au sport de cette ville, on le rebaptisa « Stade Arsène Weinmann ».
À l'indépendance de l'Algérie, le stade fut renommé « Stade Oukil Ramdane », mort durant la guerre d'Algérie et ancien joueur du club qui évolua en catégorie junior et réserve. 
De nos jours, c'est l'équipe de l'AS Tizi-Ouzou qui est domiciliée et évolue dans ce stade.

## Histoire
Le Stade Oukil Ramdane est le plus vieux stade de la ville de Tizi Ouzou. Datant de l'époque coloniale, il portait alors le nom de stade Arsène Weinmann du nom d'un ancien avocat installé dans l'ancienne rue saint Eustache de la ville de Tizi-Ouzou dans les années 1920. Cet homme œuvra beaucoup en son temps pour la promotion du sport dans la ville, il avait énormément contribuer à l'essor du football dans la ville et fut à l'origine de la construction de ce stade Municipal de Tizi-Ouzou. À sa mort on rebaptisa ce stade en son nom. Ce stade avait pour locataire à cette époque le club local formé d'européensdu nom de l'Olympique de Tizi-Ouzou, qui comptait dans ses rangs les futurs membres fondateurs du club kabyle: JSK . Dans les années 1940, lorsque JSK voit le jour, elle l'utilisa également, il s'agit du premier stade où elle évolua, soit de 1946 (depuis l'époque coloniale donc) jusqu'en 1978 (date d'ouverture du Stade du 1er novembre 1954). Ce stade a vu les premiers sacres nationaux de la JSK, et son ascension des divisions inferieures à la Nationale Une du championnat d'Algérie de football. Il porte actuellement le nom d'un ancien joueur du club, Oukil Ramdane, qui évolua en équipe junior et réserve à l'époque coloniale. Cet honneur lui a été fait, parce qu'il mourut durant la Guerre d'Algérie.  
Pendant la Guerre d'Algérie il servait de camp de regroupement, ce qui l'a mis dans un très mauvais état au sortir de la guerre. Le premier président de la JSK Saadi Ouakli mettra tout en œuvre pour le rendre praticable en vue du premier championnat d'Algérie, le fameux "critérium" . De nos jours, ce stade domicilie le club de l'AS Tizi-Ouzou, ainsi que l'Union sportive de Kabylie, des clubs de divisions inférieures. Parfois, les catégories de jeunes de la JSK y évoluent également. 
Le stade n'est pas seulement réservé au football, il sert également à des représentations musicales en plein air animées par des artistes locaux.
Actuellement doté d'une capacité de 5 000 places, la pelouse du Stade Oukil Ramdane a récemment bénéficié d'un revêtement en tartan en 2009 et continue d'abriter des compétitions depuis un siècle.